# Пушкарское сельское поселение (Белгородская область)
Пушка́рское се́льское поселе́ние — муниципальное образование в Белгородском районе Белгородской области России.
Административный центр — село Пушкарное.

## История
В середине XVII века часть городских жителей (в основном служилые люди) была переселена на Белгородскую черту. Основанный ими новый город получмл название Болховец или «маленький Болхов».
Город-крепость Болховой (Болховец), основанный в 1646 году и был одним из русских городов-крепостей Белгородской черты, единственным на территории нынешнего Белгородского района. Как и город Белгород, он стал стратегическим военно-оборонительным пунктом и отправной точкой освоения окраинных территорий Русского государства. Основная стратегическая задача города-крепости состояла в том, чтобы перекрыть земляным валом, шедшим от Болховца к Карпову, главный путь для татарских вторжений в Россию — Муравский шлях, а также обезопасить от татарских набегов ключевой город засечной черты Белгород.
С закладкой города-крепости Болховца были основаны и городские слободы: Стрелецкая, Пушкарная, Казацкая, Драгунская, которые названы по роду службы населявших их ратных людей. В 1720 году в состав Болховецкого уезда входили: город Болховец, с. Козмодемьянское, д. Быкова, Лучки, д. Яковлева, с. Рожественское, с. Грезное, с. Высокое[1]. Во второй половине XVII века военно-стратегический и административный статус Болховца изменился из города-крепости в село Белгородского уезда с четырьмя крупными однодворческими слободами и мелкими хуторами. Как город-крепость, он выполнял свою миссию не менее 60 лет. В 19-м и начале 20-го века село Болховец являлось административным центром Болховецкой волости и продолжало сохранять свой особый патриархальный уклад сельской общины. Болховец считался «селом невест».
Село Болховец, как официальная административная единица, исчезло во второй половине XX века. В настоящее время на территории бывшего села Болховец существуют Стрелецкое и Пушкарское сельские поселения.
Пушкарское сельское поселение образовано 20 декабря 2004 года в соответствии с Законом Белгородской области № 159.

## Население
| 2010  | 2011  | 2012  | 2013  | 2014  | 2015  | 2016  | 2017  | 2018  |
| ----- | ----- | ----- | ----- | ----- | ----- | ----- | ----- | ----- |
| 4093  | ↗4095 | ↘4000 | ↘3949 | ↘3838 | ↗3868 | ↗3936 | ↘3932 | ↗3940 |
| 2019  | 2020  | 2021  |       |       |       |       |       |       |
| ↗4054 | ↗4129 | ↗5495 |       |       |       |       |       |       |

## Состав сельского поселения
| № | Населённый пункт | Тип населённого пункта       | Население |
| - | ---------------- | ---------------------------- | --------- |
| 1 | Драгунское       | село                         | ↗1603     |
| 2 | Пушкарное        | село, административный центр | ↗3892     |

## Местное самоуправление
Главы администрации
- Наумова Елена Юрьевна
- Ермолаев Юрий Николаевич
- Юшин Василий Александрович